# Mount Pleasant, Arkansas
Mount Pleasant är en ort i Izard County i delstaten Arkansas, USA.